# Ruza (rzeka)
Ruza (ros. Руза) – rzeka w obwodzie moskiewskim w Rosji, lewy dopływ rzeki Moskwy. Długość rzeki 145 km. Obszar jej dorzecza 1990 km ². Zazwyczaj zamarza w listopadzie i pozostaje skuta lodem aż do kwietnia.